# 超える
『超える』（こえる）は、2007年10月24日にポニーキャニオンより発売されたGRAPEVINEの21枚目のシングル。

## 解説
- 前作から約8ヶ月振りのリリース。
- ジャムセッションで作られた曲がシングルになるのは、『FLY』以来のことである。

## 収録曲
1. 超える（作詞：田中和将、作曲：GRAPEVINE）
TBS「神さまぁ〜ず」2007年9月・10月エンディングテーマ。2009年頃のライブまでは『FLY』と共に定番曲になっていた曲の1つであった。
『Best of GRAPEVINE 1997-2012』ファン投票中間・最終結果23位。
2. また始まるために（作詞：田中和将、作曲：GRAPEVINE）
後にアルバム『Sing』にも収録された。
3. エレウテリア（作詞：田中和将、作曲：亀井亨）
タイトルはサミュエル・ベケットの戯曲から取られており、日本語で「自由」を意味する。
オリジナルアルバムには未収録の曲であるが、『Best of GRAPEVINE 1997-2012』のファン投票では12位（中間結果9位）にランクインし、同作に初収録された。